# 극성부인
극성부인은 한국에서 제작된 오영근 감독의 1971년 영화이다. 김진규 등이 주연으로 출연하였고 이민덕 등이 제작에 참여하였다.

## 출연

### 주연
- 김진규
- 도금봉